# Orseolia cornea
Orseolia cornea är en tvåvingeart som först beskrevs av Ephraim Porter Felt 1917.  Orseolia cornea ingår i släktet Orseolia och familjen gallmyggor. Inga underarter finns listade i Catalogue of Life.